# Parsifal

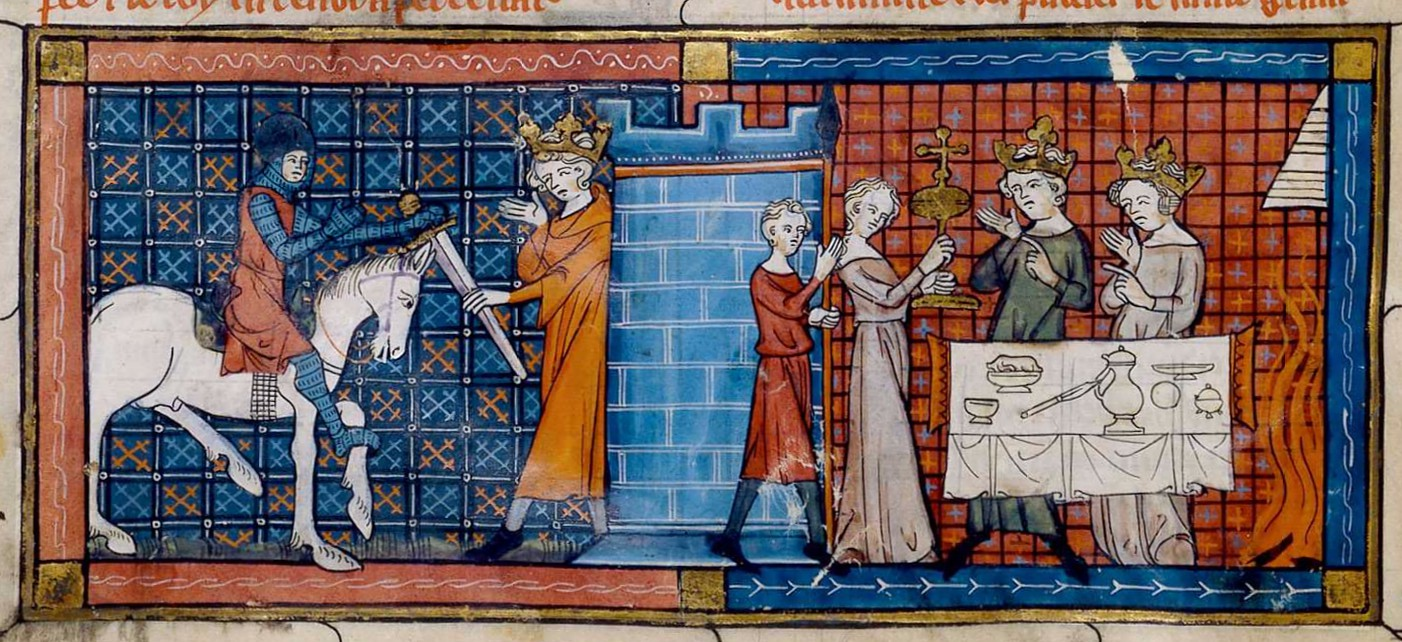
Pochodzący ze średniowiecznej księgi obraz przedstawiający Parsifala

Sir Parsifal, Percival – według legend arturiańskich, jeden z towarzyszy króla Artura i jego rycerzy Okrągłego Stołu. Podobnie jak oni, poszukiwał Świętego Graala. Parsifal zakochał się w żonie króla Artura. Postać ta jest wzorem odwagi; jej pierwowzorem jest prawdopodobnie wojownik Peredur występujący u boku Artura najwcześniej, bo już w podaniach walijskich.
Jest on bohaterem wielu legend mających miejsce między innymi w Avalonie i w zamku Króla Rybaka. Jego ojcem jest Król Rybak, czyli król Pellinore. Jego matka pozostaje nieznana z imienia. Siostra Parsifala jest strażniczką Graala, najczęściej nosi imię Dindrane. Ma jeszcze kilku braci: sir Tora, sir Aglovale’a, sir Lamoraka i sir Dornara. Według innej opowieści Parsifal był jednak synem sir Gawaina i pani Ragnell.

## Dzieje Parsifala
Po śmierci ojca matka wychowuje go w walijskich lasach. Gdy chłopiec kończy piętnaście lat, spotyka rycerzy przejeżdżających przez las. Zachwycony ich odwagą, sam postanawia zostać rycerzem. Przenosi się na dwór króla Artura, gdzie, po udowodnieniu swojej wartości i waleczności, zostaje pasowany na rycerza i zaproszony do Okrągłego Stołu. Nawet we wcześniejszych opowieściach jest powiązany ze Świętym Graalem. W Perceval, le conte du Graal autorstwa Chretiena de Troyes, Parsifal odwiedza Króla Rybaka, gdzie widzi Graala. Również w XIII-wiecznym eposie rycerskim Parzival, Wolframa von Eschenbacha, przedstawiona zostaje ścieżka rozwoju Percivala – początkowo nieoświeconego młodzieńca, który ostatecznie zostaje Władcą Graala.
W późniejszych opowiadaniach bohaterem związanym z Graalem nie jest Parsifal, tylko Galahad – syn Lancelota. Rola Parsifala została zmniejszona, ale rycerz nie zniknął całkowicie – on i sir Bors towarzyszą Galahadowi do zamku Graala i razem go zdobywają.
We wczesnych opowieściach ukochaną Parsifala jest Blanchefleur, a on sam po uleczeniu Króla Rybaka został królem Carbonku. W późniejszych opowieściach Parsifal umiera po znalezieniu Graala. W wersji Wolframa, synem Parsifala jest Lohengrin, Rycerz Łabędzia.

## Kultura

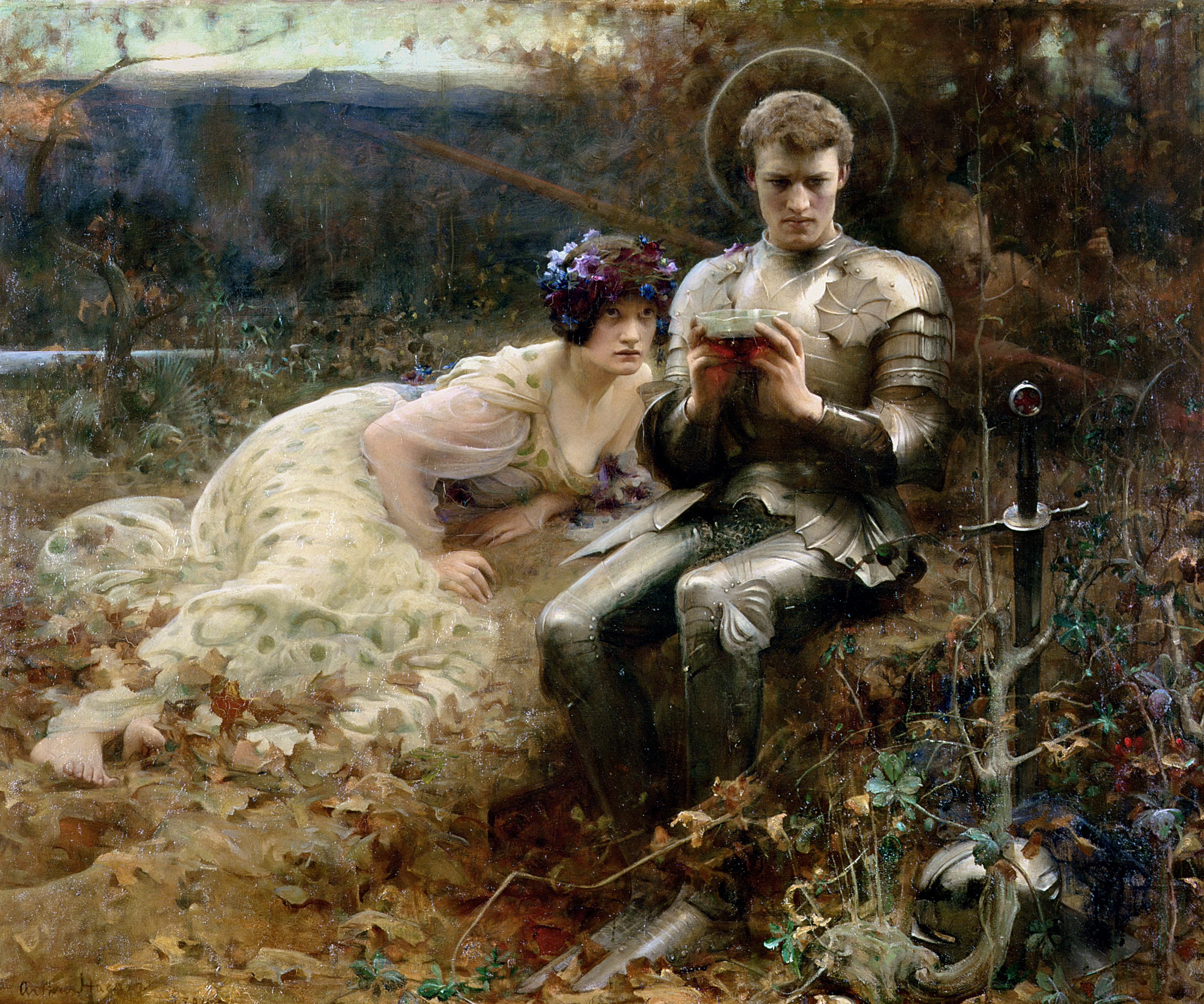
The Themptation of Sir Percival, Arthur Hacker (1894)

Parsifal jest bohaterem tzw. misterium scenicznego w 3 aktach pod tym samym tytułem autorstwa Richarda Wagnera. Jego prapremiera odbyła się 26 lipca 1882 w Festspielhaus w Bayreuth. Na podstawie tegoż dzieła w 1982 roku powstał musical operowy Parsifal Hansa Jürgena Syberberga.
Słynny rycerz został również przedstawiony na obrazie Kuszenie Sir Parsifala namalowanym przez Arthura Hackera. Widzimy na nim bohatera z głową wpisaną w aureolę, a za jego plecami leży nieprzeciętnej urody kobieta, która próbuje go uwieść. Niewiasta jest tak naprawdę istotą demoniczną. Obraz zainspirowała scena z XV-wiecznego romansu angielskiego pisarza Thomasa Malory'ego Smierć Artura.